# أزمة المستشفيات بسبب كوفيد-19 في الولايات المتحدة عام 2021
أصبح أثر جائحة كوفيد-19 في المستشفيات خطيرًا بالنسبة لبعض أنظمة المستشفيات في الولايات المتحدة في ربيع عام 2020، وذلك بعد بضعة أشهر من بداية الجائحة. بعض المستشفيات بدأت تنفد فيها الأسرة، إلى جانب وجود نقص في الممرضات والأطباء. بحلول شهر نوفمبر 2020، ومع وجود 13 مليون حالة حتى ذلك الحين، كانت المستشفيات في أنحاء البلاد مكتظة بأعداد قياسية من مرضى كوفيد-19. كان على طلاب التمريض تغطية النقص في الحالات الطارئة، وتم تجهيز المشافي الميدانية للتعامل مع الفائض.
وصل عدد الحالات إلى الذروة في بداية عام 2021، مما أجبر بعض المشافي على إغلاق أبوابها في بعض الأوقات لأنها تكون مكتظة بمرضى كوفيد-19. كانت سيارات الإسعاف في بعض الأماكن تنتظر لساعات من أجل تسليم المرضى، بسبب امتلاء سعة المستشفى. إضافة إلى ذلك، كان يتم إخراج المرضى المقبولين مسبقًا في وقت أبكر من المعتاد من أجل إفساح المجال لحالات المرضى الآخرين الأشد خطورة. بحلول أوائل شهر سبتمبر، استدعت سبع ولايات على الأقل حرسها الوطني لمساعدة المستشفيات المكتظة، من ضمنها ولايات أوريغون، وأيداهو، ومونتانا، وكنتاكي، وتينيسي، وجورجيا وكارولاينا الجنوبية.
شهد صيف عام 2021 موجة أخرى بسبب متحول دلتا الجديد من الفيروس. ونتيجة لذلك، تأثرت الرعاية الصحية في المشافي الأمريكية بشكل كبير وأدى ذلك إلى أزمة لمعايير الرعاية. لم تتمكن بالتالي العديد من المستشفيات من تقديم رعاية طبية مناسبة نتيجة شح الموارد. على سبيل المثال، اضطر أحد أنظمة المشافي في أوريغون إلى إلغاء أو تأجيل مئات العمليات الجراحية حتى منتصف شهر أغسطس. بدأت المستشفيات أيضًا تشهد وصول مرضى صغار في السن. وجد بعض الخبراء أن متحول دلتا كان أكثر خطورة بين الفئات العمرية الأصغر، والتي كانت معدلات التلقيح فيها أقل.
شهدت ولايات مثل ولاية كاليفورنيا عدد حالات أكثر بعشر أضعاف مما كانت عليه قبل بضعة أشهر. بحلول منتصف شهر أغسطس 2021، شهدت جميع الولايات تقريبًا نموًا مضاعفًا في حالات الدخول إلى المستشفى بسبب كوفيد-19. بعض الولايات، مثل واشنطن، شهدت زيادة بنسبة 34% في المرضى خلال أسبوع واحد في شهر سبتمبر. وصلت وحدات العناية المركزة في مختلف المراكز الطبية إلى ذروة سعتها، مما أجبر الأطباء على تأجيل العمليات الجراحية الروتينية. إضافة إلى ذلك، عدد لا يحصى من المستشفيات كان يعاني من نقص في الأسرة والممرضات، مما جعل زمن الرعاية والاستجابة أبطأ بكثير. ذلك يعني أن المرضى كان من الممكن أن ينتظروا في غرفة الطوارئ عدة ساعات. اضطرت بعض المستشفيات التي ليس لديها سعة أكبر إلى إيجاد منشآت طبية بديلة في ولايات أخرى، وتبعد غالبًا مئات الأميال.
عانت خدمات الطوارئ الطبية في الولايات المتحدة أيضًا من نقص كبير في اليد العاملة، مما جعل الوقت المستغرق لنقل بعض المرضى على المستشفى يصبح أطول.

## الخط الزمني

### 2020
تركزت الجائحة في ربيع عام 2020 في المدن الكبيرة مثل نيويورك. بعد ستة أشهر وعلى الرغم من التخطيط لأشهر، بدأت تنفذ الأسرة من العديد من أنظمة المستشفيات في البلاد، إلى جانب وجود نقص في الممرضات والأطباء. اضطرت بعض المستشفيات إلى رفض طلبات التحويل من مستشفيات أخرى للمرضى الذين يحتاجون إلى عناية مستعجلة أو حالات طوارئ قادمة. بحلول شهر نوفمبر 2020، ومع وجود 13 مليون حالة إجمالية لذلك العام، اكتظت المستشفيات في أنحاء البلاد بأرقام قياسية لمرضى كوفيد-19. واجهت المستشفيات أزمة حادة في نقص الأسرة والموظفين اللازمين لتوفير الرعاية الكافية للمرضى.
نفذت الأسرة في بعض الولايات مثل آيوا، بسبب خطورة الوضع. كانت الممرضات يعملن ساعات إضافية ويشعرن بالضغط الناتج عن التدفق المستمر للمرضى. كانوا غير قادرين على إرسال بعض المرضى الذين يحتاجون إلى عناية طبية خاصة إلى مستشفى آخر لأنه ممتلئ. طُلب من طلاب التمريض تغطية النقص في حالات الطوارئ، وكانت المستشفيات على استعداد لقبول الممرضات المسافرة. من ناحية ثانية، ولأنه الطلب عليهن كان كبيرًا في العديد من الولايات، فقد كان استئجارهن مكلفًا.
أدى الارتفاع المفاجئ في عدد الحالات في مدينة نيويورك إلى إعادة افتتاح مشفى ميداني تم إنشاؤه في الأصل في أبريل 2020، ولم يعد هناك حاجة إليه بحلول شهر يونيو. رست سفينة مستشفى بحرية تحمل 1000 سرير في ميناء نيويورك كمرفق احتياطي في أبريل وسفينة أخرى في لوس آنجلوس. أعرب رئيس أكبر نظام مستشفى في نيويورك عن تقديره لافتتاح مثل هذه المستشفيات الميدانية، قائلًا: «نحن في أزمة هنا، نحن في ساحة معركة».

### يناير- يونيو 2021
اضطرت المستشفيات في بداية عام 2021، في مقاطعة لوس آنجلوس إلى الإعلان عن «كارثة داخلية»، وأغلقت أبوابها في بعض الأحيان بسبب الاكتظاظ. نتيجة لذلك، احتاجت سيارات الإسعاف إلى الاحتفاظ بالأوكسجين، من أجل الإنعاش الأولي لبعض المرضى مثل أولئك الذين يعانون من سكتة قلبية. مع امتلاء سعة المستشفيات، كانت سيارات الإسعاف تنتظر غالبًا ساعات لتوصيل المرضى، إلى جانب استخدام الخيم في بعض الأحيان حيث يمكن للأطباء تقييم حالة المرضى أثناء انتظار توفر شواغر لهم بالداخل. كان يتم إخراج بعض المرضى الذين يبقون عادة لفترة أطول في المستشفى من أجل إفساح المجال لحالات لمرضى الأكثر خطورة. كان يتم علاج المرضى في بعض الحالات الأخرى في الممرات أو المعابد الصغيرة أو في أي مكان يتوفر فيه مساحة.
بالإضافة إلى ذلك، أصبحت الولايات والمقاطعات في أنحاء البلاد مكتظة بسبب ارتفاع عدد الحالات. بدأ الخبراء بتحذير المستشفيات أنها على الأرجح لم تشهد أسوأ موجات كوفيد-19 بعد، وقد يحتاجون للتصريح عن «معايير الرعاية في حالة الأزمات» بسبب سلالة أكثر عدوى من الفيروس بدأت بالانتشار. بعد فترة قصيرة من عيد الشكر، أصدر فريق بحث طبي مذكرة تحذير إلى وزارة الخدمات الصحية في ولاية أريزونا. صرحوا أن الفشل في إصدار نظام المأوى في المكان لتجنب حدوث أزمة في المستشفيات «يهدد في حدوث كارثة من مستوى أسوأ كارثة طبيعية شهدتها الولاية على الإطلاق». تحققت الأزمة التي كان العلماء يحذرون من حدوثها، مع توفر 7% فقط من أسرة وحدة العناية المركزة في الولاية في بداية العام.
كان هناك حاجة ملحة لتسريع برامج التلقيح بحلول شهر يناير، أي بعد عام من الجائحة. كان العالم بأكمله يعاني لاحتواء الفيروس من خلال معايير التباعد الاجتماعي فقط. كانت معدلات العدوى المرتفعة، والضغط على المستشفيات، والملل العام من القيود والأضرار الاقتصادية المحتملة، دافعًا للعديد من الحكومات لتسريع خطط التلقيح الخاصة بها.